# Wilhelm Jordan (géodésien)
Pour les articles homonymes, voir Wilhelm Jordan et Jordan.
Wilhelm Jordan (1er mars 1842 – 17 avril 1899) est un géodésien allemand, qui étudia les reliefs de l'Allemagne et de l'Afrique et fonda le Journal allemand de géodésie.

## Biographie
Jordan est né à Ellwangen, un petit village dans le sud de l'Allemagne. Il étudia à l'Institut Polytechnique de Stuttgart et, après avoir travaillé deux ans en tant qu'assistant ingénieur pour commencer à travailler sur un projet de construction de chemin de fer, il décida d'y retourner en tant qu'assistant géodésiste. En 1868, à l'âge de 26 ans, il devint professeur à Karlsruhe. En 1874 Jordan prit part à l'expédition de Friedrich Gerhard Rohlfs en Libye. De 1881 jusqu'à sa mort, il a été professeur de géodésie et de géométrie pratique à l'université de Hanovre. Il fut un écrivain prolifique ; son travail le plus célèbre est son Handbuch der Vermessungskunde (Manuel de géodésie).
En mathématiques, son nom est resté dans la technique de résolution d'équations linéaires appelée Élimination de Gauss-Jordan. Jordan a amélioré la stabilité de l'algorithme pour diminuer l'erreur dans les études statistiques. Cette technique est apparue dans sa troisième édition de 1888 de son Manuel de géodésie.
Wilhelm Jordan ne doit pas être confondu avec le mathématicien français Camille Jordan (Théorème de Jordan), ni avec le physicien allemand Pascual Jordan (Algèbre de Jordan).

## Élimination de Gauss-Jordan
La méthode d'élimination de Gauss-Jordan est parfois attribuée par erreur au mathématicien français Camille Jordan, alors que c'est Wilhelm Jordan qui l'a publiée en 1888 en s'appuyant sur les travaux antérieurs de Carl Friedrich Gauss. L'histoire de cet algorithme a été étudiée par Althoen et McLaughlin.